# Костешти-Стинка
Костешти-Стинка — водосховище на річці Прут в Молдові і Румунії. Створене в 1979 році. Площа 59 км², об'єм — 1,29 км³, довжина 70 км.
Сезонне регулювання стоку; коливання рівня до 13 метрів. Використовується в цілях іригації, енергетики, судноплавства, водопостачання і боротьби з паводками.